# Grannus
Grannus (gallisch Grannos) ist der Name eines Heilgottes der Kelten und wurde nach der Interpretatio Romana mit Apollon gleichgesetzt. Seine Partnerin war die Göttin Sirona.

## Verehrung

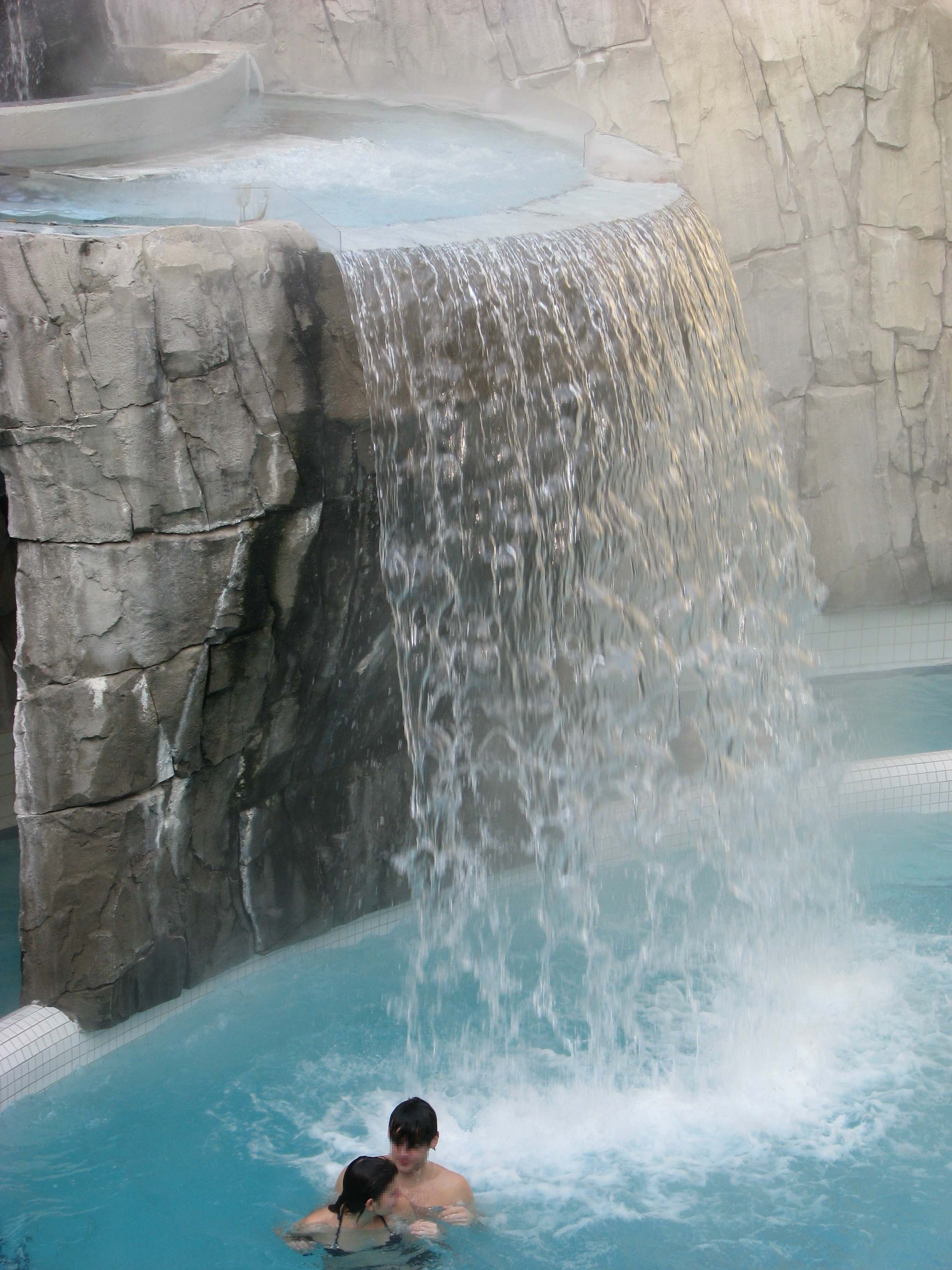
Heiße Quellen wie bei Aquae Granni, heute Aachen, waren dem Grannus geweiht.

Grannus war offenbar der keltische Gott mit der größten Ausbreitung. Das Zentrum seiner Verehrung lag in den Provinzen Niedergermanien, Obergermanien und Raetia, inklusive der Agri decumates. Besonders in Faimingen und Höchstädt an der Donau, alle in der römischen Provinz Raetia, jetzt Bayrisch Schwaben, wurden viele dem Grannus geweihte Inschriften gefunden. In Faimingen steht der von Kaiser Caracalla gestiftete Apollo-Grannus-Tempel. Doch Widmungen finden sich von Musselburgh in Schottland und Astorga, Provinz Hispania citerior (Spanien) bis nach Ephesos am Ägäischen Meer. Ein Bronzeeimer mit einer Inschrift an Apollo Grannus stammt sogar aus einem Grabhügel in Fycklinge bei Västerås (Schweden). In einer Inschrift aus Horbourg-Wihr (Elsass) hat er den Beinamen Mogounus „Mächtiger“ oder „Jüngling“ und  eine Inschrift aus Branges (Département Saône-et-Loire) ist dem Amarcolitanus, dem „Weithinschauenden“ bzw. „Weitsichtigen“, gewidmet.

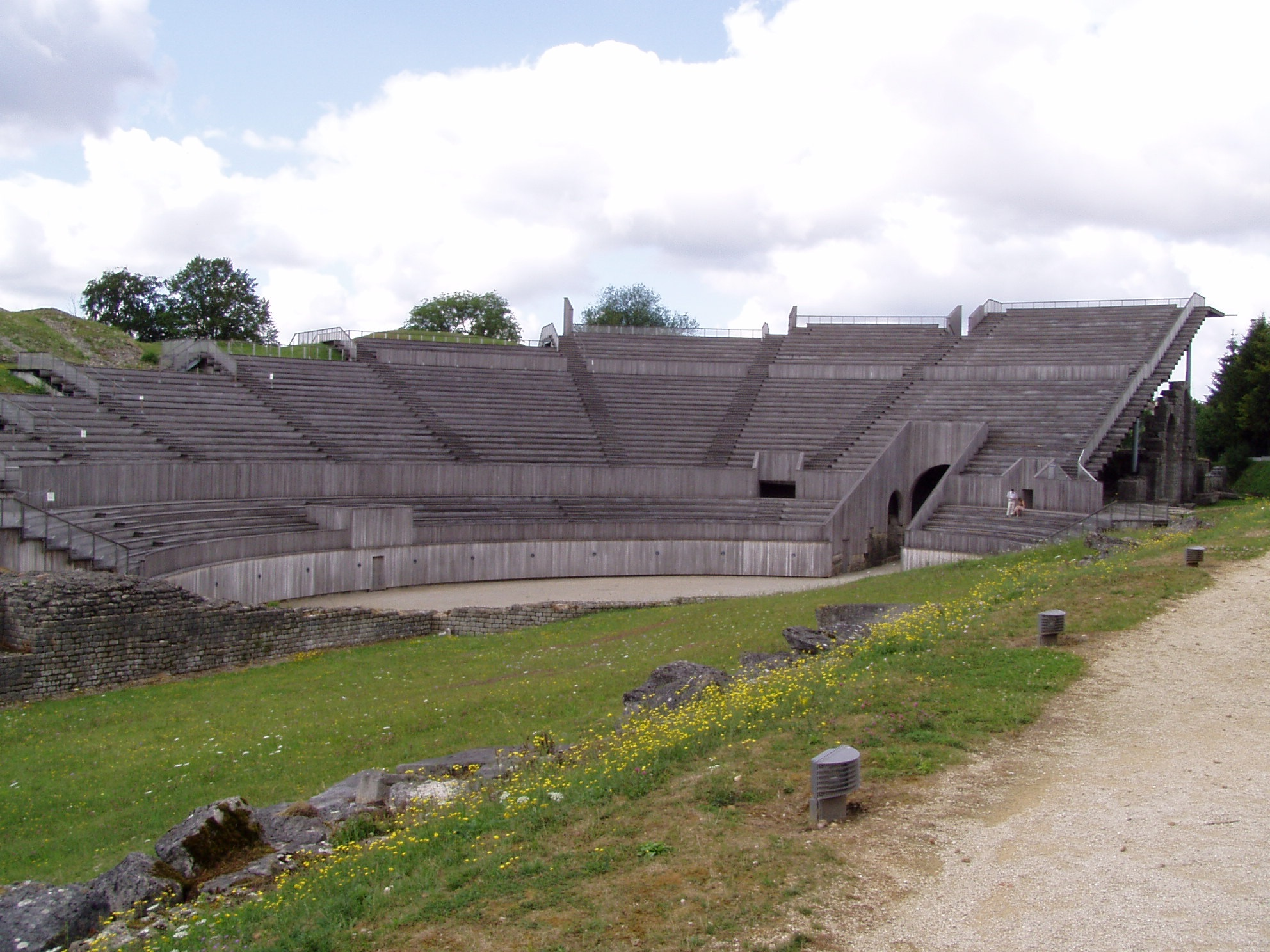
Amphitheater von Grand (Département Vosges)

Grannus wurde nicht nur von Kelten verehrt. Cassius Dio berichtet, dass Kaiser Caracalla (211–217) vergeblich Apollon Grannus (Γράννος), Asklepios und Sarapis um Heilung gebeten habe, nachdem ihn einige Alamannen mit gewissen Zaubermitteln und Zaubersprüchen krank gemacht hatten.
Grannus wurde vor allem in Heilbädern verehrt: So hieß Aachen, wo heiße Quellen der Erde entspringen, wenigstens seit dem frühen Mittelalter Aquae Granni („Wasser des Grannus“). Nach diesem Gott ist ebenfalls das gallo-römische Quellheiligtum von Grand an der ehemaligen Römerstraße Lyon-Trier (heute Grand (Département Vosges)) benannt, wo drei dem Grannus gewidmete Inschriften gefunden wurden. Das Sironabad bei Nierstein am Rhein ist dem Götterpaar Apollo Grannus und Sirona geweiht.
Ein weiteres Kultzentrum des Apollo Grannus könnte sich im Trierer Tempelbezirk im Altbachtal befunden haben.

## Name
Der gallische Name Grannos wird meist als „Sonne“ (altirisch grían „Sonne“) gedeutet und derjenige seiner Partnerin Sirona als „Großer Stern“. Doch ist eine Ableitung aus indogermanisch *guhr-snó-s „Wärmer“ (keltisch *Grasnos) wahrscheinlicher, zumal Heilbäder von natürlichen warmen Quellen gespeist werden. Im Altirischen hat sich dann die Bedeutung „warm“ sekundär zu „Sonne“ verschoben.
Birkhan zitiert Whatmougs Dialects of Ancient Gaul (1971), der ein angebliches gallisches Wort granus („Bart“, „Schnurrbart“, auch „Augenbraue“) nennt; allerdings gibt es auch eine germanische Entsprechung, vergleiche das deutsche Wort Granne. Das im Dictionary of the Irish Language (1983) auf S. 370 angeführte mittelirische grenn bzw. bretonische grann lassen eine keltische Form aber durchaus möglich scheinen. Dies könnte auf die erwachsene Männlichkeit und Schönheit des Gottes hinweisen. Die Ableitung bei Olmsted bezweifelt Birkhan allerdings, da sie mit dem a-Vokalismus von ā nur schwer vereinbar sei.
Andere bekannte keltische Heilgötternamen wie Belenus, Bormo/Borvo und Toutiorix stellen nach heutigem Stand regionale Varianten desselben keltischen Heilgottes dar.